# Pristiophorus cirratus
Espèce
Statut de conservation UICN

 LC  : Préoccupation mineure
Répartition géographique
Le requin-scie à long nez (Pristiophorus cirratus) est un requin-scie endémique des eaux australiennes. C'est l'une des quatre espèces connues du genre Pristiophorus.

## Description
Le requin-scie à long nez mesure en moyenne 1,4 m(jusqu'à 1,49 m). Il a un corps mince, aplati et trapu de couleur jaune pâle à brun grisâtre avec parfois des taches et barres. Sa face ventrale est blanche ou gris clair. La ligne médiane et les bords du rostre sont brun foncé et le bord des dents est noirâtre.
Son rostre long (environ 30 % de la longueur totale) est muni de dents de tailles irrégulières sur tout le pourtour et de deux barbillons bien plus près du bout du rostre que de la bouche lui permettant de fouiller les sédiments. Il y a 9 à 11 dents latérales en avant des barbillons et 9 à 10 en arrière.

## Habitat
Comme tous les requins-scie, cette espèce réside dans le milieu benthique. On la retrouve sur les plateaux continentaux et dans la partie supérieure des talus,  sur ou près des fonds sablo-graveleux, allant de 40 jusqu'à 630 mètres.
Son aire de répartition s'étend sur les eaux tempérées du sud de l'Australie. Certains individus ont également été trouvés de façon ponctuelle sur la côte ouest de l'Australie.

## Mode de vie
Le requin-scie à long nez est une espèce discrète et rare vivant souvent à des profondeurs élevées. De plus, c'est un animal actif uniquement la nuit ce qui le rend encore plus difficile à observer. Le mode de vie du requin-scie à long nez est donc relativement peu connu. Sa durée de vie est très certainement supérieure à 15 ans.

### Reproduction
Ovovivipare, le requin-scie à long nez fait de 3 à 22 petits par portée. À la naissance, ils mesurent une trentaine de centimètres.

### Alimentation
En fouillant le substrat avec son rostre, il déterre des crustacés et invertébrés qui constituent l'essentiel de son régime alimentaire. Il lui arrive parfois de chasser de petits poissons.